# Marcel Hirscher
Marcel Hirscher (ur. 2 marca 1989 w Annaberg-Lungötz) – austriacki narciarz alpejski, dwukrotny mistrz olimpijski, wielokrotny medalista mistrzostw świata, sześciokrotny medalista mistrzostw świata juniorów, ośmiokrotny zdobywca Pucharu Świata oraz wielokrotny zdobywca Małej Kryształowej Kuli w klasyfikacji giganta i slalomu. 67 razy zwyciężał w zawodach Pucharu Świata, co daje mu trzecie miejsce w historii, za Amerykanką Mikaelą Shiffrin oraz Szwedem Ingemarem Stenmarkiem. Przez wielu ekspertów i zawodników uznawany jest za najlepszego narciarza alpejskiego  w historii tej dyscypliny.
Po raz pierwszy na arenie międzynarodowej Marcel Hirscher pojawił się 5 grudnia 2004 roku we włoskim Sulden, gdzie w zawodach National Junior Race zajął 26. miejsce w slalomie. W 2007 roku wystartował na mistrzostwach świata juniorów w Altenmarkt, zwyciężając w gigancie i zajmując srebrny medal w slalomie. Na rozgrywanych rok później mistrzostwach świata juniorów w Formigal był najlepszy w obu tych konkurencjach. Ostatnie sukcesy w tej kategorii wiekowej osiągnął podczas mistrzostw świata juniorów w Garmisch-Partenkirchen w 2009 roku, gdzie był drugi w supergigancie i trzeci w gigancie.
W zawodach Pucharu Świata zadebiutował 17 marca 2007 roku w Lenzerheide, gdzie zajął 24. miejsce w gigancie. Tym samym już w swoim debiucie wywalczył pierwsze pucharowe punkty. Blisko rok później, 9 marca 2008 roku w Kranjskiej Gorze po raz pierwszy stanął na podium – był trzeci w slalomie, ulegając tylko Włochowi Manfredowi Mölggowi i Ivicy Kosteliciowi z Chorwacji. Pierwsze zwycięstwo w zawodach PŚ zanotował 13 grudnia 2009 roku w Val d’Isère, gdzie okazał się najlepszy w gigancie. Łącznie ponad 30 razy stawał na podium, odnosząc przy tym ponad 20 zwycięstw. Wyniki te pozwoliły mu zwyciężyć w klasyfikacji generalnej w sezonach 2011/2012, 2012/2013, 2013/2014, 2014/2015, 2015/2016 i 2016/2017. Jest pierwszym męskim narciarzem, któremu udało się tego dokonać sześć razy. Ośmiokrotnie sięgał też po Małą Kryształową Kulę: w slalomie w sezonach 2012/2013, 2013/2014, 2014/2015 i 2016/2017 oraz w gigancie w sezonach 2011/2012, 2014/2015, 2015/2016 i 2016/2017.
W 2009 roku wystartował na mistrzostwach świata w Val d’Isère, gdzie zajął między innymi czwarte miejsce w gigancie, przegrywając walkę o medal z Tedem Ligetym z USA o 0,07 s. Na tych samych mistrzostwach wziął udział także w slalomie i superkombinacji, jednak pierwszej konkurencji nie ukończył, a w drugiej został zdyskwalifikowany. Rok później, podczas igrzysk olimpijskich w Vancouver był piąty w slalomie i czwarty w gigancie. W walce o podium w drugiej z tych konkurencji lepszy o 0,08 s okazał się Norweg Aksel Lund Svindal. Na rozgrywanych w 2011 roku mistrzostwach świata w Garmisch-Partenkirchen nie wystąpił po tym jak na początku tego roku złamał kostkę. Swoje pierwsze medale w kategorii seniorów zdobył na mistrzostwach świata w Schladming w 2013 roku, gdzie zwyciężył w zawodach drużynowych i slalomie, a w gigancie zajął drugie miejsce za Ligetym. Brał także udział w igrzyskach olimpijskich w Soczi w 2014 roku, zdobywając srebrny medal w slalomie. Na tych samych igrzyskach był ponownie czwarty w gigancie, tym razem walkę o medal przegrywając z Francuzem Alexisem Pinturault. W 2015 roku, na mistrzostwach świata w Vail/Beaver Creek zdobył złote medale  w zawodach drużynowych i superkombinacji oraz srebrny medal w gigancie, w którym przegrał tylko z Tedem Ligetym. 29 stycznia 2017 roku w Garmisch-Partenkirchen odniósł swoje 40. zwycięstwo w zawodach Pucharu świata, zrównując się w ten sposób liczbą zwycięstw z Pirminem Zurbriggenem. Podczas mistrzostw świata w Sankt Moritz w 2017 roku ponownie zdobył trzy medale. Tym razem najlepszy był w gigancie i slalomie, a w superkombinacji zdobył srebro, ulegając jedynie Szwajcarowi Luce Aerniemu. Na igrzyskach olimpijskich w Pjonczang zwyciężył w superkombinacji oraz slalomie gigancie, zaś w slalomie nie udało mu się ukończyć pierwszego przejazdu. 4 września 2019 roku ogłosił decyzję o zakończeniu kariery.
27 października 2024 roku w austriackim Sölden wznowił rywalizację w Pucharze Świata. Od początku tego sezonu reprezentuje barwy Królestwa Niderlandów, kraju urodzenia swojej matki.

## Osiągnięcia

### Igrzyska olimpijskie
| Miejsce | Dzień     | Rok  | Miejscowość     | Konkurencja     | Czas biegu | Strata | Zwycięzca        |
| ------- | --------- | ---- | --------------- | --------------- | ---------- | ------ | ---------------- |
| 4.      | 23 lutego | 2010 | Whistler        | Gigant          | 2:37,83    | +0,69  | Carlo Janka      |
| 5.      | 27 lutego | 2010 | Whistler        | Slalom          | 1:39,32    | +0,88  | Giuliano Razzoli |
| 4.      | 19 lutego | 2014 | Krasnaja Polana | Gigant          | 2:45,29    | +0,94  | Ted Ligety       |
| 2.      | 22 lutego | 2014 | Krasnaja Polana | Slalom          | 1:41,84    | +0,28  | Mario Matt       |
| 1.      | 13 lutego | 2018 | Jeongseon       | Superkombinacja | 2:06,52    | –      | –                |
| 1.      | 18 lutego | 2018 | Jeongseon       | Gigant          | 2:18,04    | –      | –                |
| DNF1    | 22 lutego | 2018 | Jeongseon       | Slalom          | 1:38,99    | –      | André Myhrer     |

### Mistrzostwa świata
| Miejsce | Dzień     | Rok  | Miejscowość       | Konkurencja     | Czas biegu | Strata | Zwycięzca            |
| ------- | --------- | ---- | ----------------- | --------------- | ---------- | ------ | -------------------- |
| DNF2    | 9 lutego  | 2009 | Val d’Isère       | Superkombinacja | 2:23,00    | -      | Aksel Lund Svindal   |
| 4.      | 13 lutego | 2009 | Val d’Isère       | Gigant          | 2:18,82    | +1,06  | Carlo Janka          |
| DSQ1    | 15 lutego | 2009 | Val d’Isère       | Slalom          | 1:44,17    | -      | Manfred Pranger      |
| 1.      | 12 lutego | 2013 | Schladming        | Drużynowo       | –          | –      | –                    |
| 2.      | 15 lutego | 2013 | Schladming        | Gigant          | 2:28,92    | +0,81  | Ted Ligety           |
| 1.      | 17 lutego | 2013 | Schladming        | Slalom          | 1:51,03    | –      | –                    |
| 1.      | 8 lutego  | 2015 | Vail/Beaver Creek | Superkombinacja | 2:36,10    | –      | –                    |
| 1.      | 10 lutego | 2015 | Vail/Beaver Creek | Drużynowo       | –          | –      | –                    |
| 2.      | 13 lutego | 2015 | Vail/Beaver Creek | Gigant          | 2:34,16    | +0,45  | Ted Ligety           |
| DNF2    | 15 lutego | 2015 | Vail/Beaver Creek | Slalom          | 1:57,47    | –      | Jean-Baptiste Grange |
| 21.     | 9 lutego  | 2017 | Sankt Moritz      | Supergigant     | 1:25,38    | +2,05  | Erik Guay            |
| 2.      | 13 lutego | 2017 | Sankt Moritz      | Superkombinacja | 2:26,33    | +0,1   | Luca Aerni           |
| 1.      | 17 lutego | 2017 | Sankt Moritz      | Gigant          | 2:13,31    | –      | –                    |
| 1.      | 19 lutego | 2017 | Sankt Moritz      | Slalom          | 1:34,75    | –      | –                    |
| 2.      | 15 lutego | 2019 | Åre               | Gigant          | 2:20,24    | +0,20  | Henrik Kristoffersen |
| 1.      | 17 lutego | 2019 | Åre               | Slalom          | 2:05,86    | –      | –                    |

### Mistrzostwa świata juniorów
| Miejsce | Dzień     | Rok  | Miejscowość | Konkurencja | Czas biegu | Strata | Zwycięzca               |
| ------- | --------- | ---- | ----------- | ----------- | ---------- | ------ | ----------------------- |
| 11.     | 8 marca   | 2007 | Altenmarkt  | Supergigant | 1:07,77    | +1,72  | Beat Feuz               |
| 1.      | 9 marca   | 2007 | Altenmarkt  | Gigant      | 2:14,01    | –      | –                       |
| 2.      | 10 marca  | 2007 | Altenmarkt  | Slalom      | 1:49,45    | +0,11  | Matic Skube             |
| 1.      | 27 lutego | 2008 | Formigal    | Slalom      | 1:29,68    | –      | –                       |
| 1.      | 29 lutego | 2008 | Formigal    | Gigant      | 1:57,00    | –      | –                       |
| 2.      | 4 marca   | 2009 | Ga-Pa       | Supergigant | 1:16,64    | +0,41  | Manuel Kramer           |
| 3.      | 5 marca   | 2009 | Ga-Pa       | Gigant      | 2:18,49    | +0,68  | Alexis Pinturault       |
| DNF1    | 6 marca   | 2009 | Ga-Pa       | Slalom      | 1:20,78    | –      | Jesper Riis-Johannessen |

### Puchar Świata

#### Miejsca w klasyfikacjach
| Sezon     | Generalna    | Zjazd | Slalom      | Gigant      | Supergigant | Kombinacja  |
| --------- | ------------ | ----- | ----------- | ----------- | ----------- | ----------- |
| 2006/2007 | 159. miejsce | -     | -           | 49. miejsce | -           | -           |
| 2007/2008 | 51. miejsce  | -     | 15. miejsce | 60. miejsce | -           | -           |
| 2008/2009 | 14. miejsce  | -     | 9. miejsce  | 14. miejsce | 52. miejsce | 10. miejsce |
| 2009/2010 | 6. miejsce   | -     | 8. miejsce  | 6. miejsce  | 34. miejsce | 12. miejsce |
| 2010/2011 | 15. miejsce  | -     | 5. miejsce  | 10. miejsce | -           | -           |
| 2011/2012 | 1. miejsce   | -     | 3. miejsce  | 1. miejsce  | 27. miejsce | -           |
| 2012/2013 | 1. miejsce   | -     | 1. miejsce  | 2. miejsce  | -           | -           |
| 2013/2014 | 1. miejsce   | -     | 1. miejsce  | 2. miejsce  | 31. miejsce | 8. miejsce  |
| 2014/2015 | 1. miejsce   | -     | 1. miejsce  | 1. miejsce  | 24. miejsce | 6. miejsce  |
| 2015/2016 | 1. miejsce   | -     | 2. miejsce  | 1. miejsce  | 6. miejsce  | -           |
| 2016/2017 | 1. miejsce   | -     | 1. miejsce  | 1. miejsce  | 25. miejsce | 5. miejsce  |
| 2017/2018 | 1. miejsce   | -     | 1. miejsce  | 1. miejsce  | -           | -           |
| 2018/2019 | 1. miejsce   | -     | 1. miejsce  | 1. miejsce  | -           | 5. miejsce  |

#### Miejsca na podium
| Sezon     | 1. miejsce | 2. miejsce | 3. miejsce | Razem |
| 2006/2007 | -          | -          | -          | -     |
| 2007/2008 | -          | -          | 2          | 2     |
| 2008/2009 | -          | -          | 1          | 1     |
| 2009/2010 | 2          | 4          | -          | 6     |
| 2010/2011 | 1          | 2          | 1          | 4     |
| 2011/2012 | 9          | 2          | 3          | 14    |
| 2012/2013 | 6          | 10         | 2          | 18    |
| 2013/2014 | 5          | 3          | 5          | 13    |
| 2014/2015 | 8          | 4          | 2          | 14    |
| 2015/2016 | 8          | 8          | 3          | 19    |
| 2016/2017 | 6          | 9          | 1          | 16    |
| 2017/2018 | 13         | 1          | 2          | 16    |
| 2018/2019 | 9          | 4          | 2          | 15    |
| SUMA      | 67         | 47         | 24         | 138   |

#### Zwycięstwa w zawodach
| Nr  | Dzień           | Rok  | Miejscowość                | Konkurencja       | Czas    |
| --- | --------------- | ---- | -------------------------- | ----------------- | ------- |
| 1.  | 13 grudnia      | 2009 | Val d’Isère                | Gigant            | 2:16,28 |
| 2.  | 30 stycznia     | 2010 | Kranjska Gora              | Gigant            | 2:31,30 |
| 3.  | 12 grudnia      | 2010 | Val d’Isère                | Slalom            | 1:44,70 |
| 4.  | 4 grudnia       | 2011 | Beaver Creek               | Gigant            | 2:38,45 |
| 5.  | 19 grudnia      | 2011 | Alta Badia                 | Slalom            | 1:47,16 |
| 6.  | 5 stycznia      | 2012 | Zagrzeb                    | Slalom            | 1:51,84 |
| 7.  | 7 stycznia      | 2012 | Adelboden                  | Gigant            | 2:42,50 |
| 8.  | 8 stycznia      | 2012 | Adelboden                  | Slalom            | 1:58,66 |
| 9.  | 24 stycznia     | 2012 | Schladming                 | Slalom            | 1:43,01 |
| 10. | 18 lutego       | 2012 | Bansko                     | Gigant            | 2:25,35 |
| 11. | 19 lutego       | 2012 | Bansko                     | Slalom            | 1:52,64 |
| 12. | 17 marca        | 2012 | Schladming                 | Gigant            | 2:25,53 |
| 13. | 9 grudnia       | 2012 | Val d’Isère                | Gigant            | 1:54,10 |
| 14. | 18 grudnia      | 2012 | Madonna di Campiglio       | Slalom            | 1:42,50 |
| 15. | 6 stycznia      | 2013 | Zagrzeb                    | Slalom            | 1:56,17 |
| 16. | 13 stycznia     | 2013 | Adelboden                  | Slalom            | 1:51,75 |
| 17. | 27 stycznia     | 2013 | Kitzbühel                  | Slalom            | 1:44,34 |
| 18. | 29 stycznia     | 2013 | Moskwa                     | Slalom równoległy | –       |
| 19. | 17 listopada    | 2013 | Levi                       | Slalom            | 1:45,42 |
| 20. | 14 grudnia      | 2013 | Val d’Isère                | Gigant            | 2:17,21 |
| 21. | 22 grudnia      | 2013 | Alta Badia                 | Gigant            | 2:37,45 |
| 22. | 12 stycznia     | 2014 | Adelboden                  | Slalom            | 1:49,75 |
| 23. | 16 marca        | 2014 | Lenzerheide                | Slalom            | 2:07,74 |
| 24. | 26 października | 2014 | Sölden                     | Gigant            | 2:28,09 |
| 25. | 12 grudnia      | 2014 | Åre                        | Gigant            | 2:30,18 |
| 26. | 14 grudnia      | 2014 | Åre                        | Slalom            | 1:40,37 |
| 27. | 21 grudnia      | 2014 | Alta Badia                 | Gigant            | 2:30,17 |
| 28. | 6 stycznia      | 2015 | Zagrzeb                    | Slalom            | 1:55,96 |
| 29. | 10 stycznia     | 2015 | Adelboden                  | Gigant            | 2:39,11 |
| 30. | 1 marca         | 2015 | Ga-Pa                      | Gigant            | 2:43,23 |
| 31. | 22 marca        | 2015 | Méribel                    | Slalom            | 1:33,53 |
| 32. | 5 grudnia       | 2015 | Beaver Creek               | Supergigant       | 1:06,90 |
| 33. | 6 grudnia       | 2015 | Beaver Creek               | Gigant            | 2:32,58 |
| 34. | 12 grudnia      | 2015 | Val d’Isère                | Gigant            | 2:08,49 |
| 35. | 20 grudnia      | 2015 | Alta Badia                 | Gigant            | 2:33,34 |
| 36. | 6 stycznia      | 2016 | Santa Caterina di Valfurva | Slalom            | 1:54,54 |
| 37. | 23 lutego       | 2016 | Sztokholm                  | Slalom równoległy | -       |
| 38. | 5 marca         | 2016 | Kranjska Gora              | Gigant            | 2:12,58 |
| 39. | 6 marca         | 2016 | Kranjska Gora              | Slalom            | 1:46,24 |
| 40. | 11 listopada    | 2016 | Levi                       | Slalom            | –       |
| 41. | 18 grudnia      | 2016 | Alta Badia                 | Gigant            | 2:32,89 |
| 42. | 22 stycznia     | 2017 | Kitzbühel                  | Slalom            | 1:45,23 |
| 43. | 29 stycznia     | 2017 | Garmisch-Partenkirchen     | Gigant            | 2:39,95 |
| 44. | 4 marca         | 2017 | Kranjska Gora              | Gigant            | 2:24,31 |
| 45. | 18 marca        | 2017 | Aspen                      | Gigant            | 1:49,79 |
| 46. | 3 grudnia       | 2017 | Beaver Creek               | Gigant            | 2:37,30 |
| 47. | 10 grudnia      | 2017 | Val d’Isère                | Slalom            | 1:41,94 |
| 48. | 17 grudnia      | 2017 | Alta Badia                 | Gigant            | 2:25,42 |
| 49. | 22 grudnia      | 2017 | Madonna di Campiglio       | Slalom            | 1:39,79 |
| 50. | 4 stycznia      | 2018 | Zagrzeb                    | Slalom            | 1:50,60 |
| 51. | 6 stycznia      | 2018 | Adelboden                  | Gigant            | 2:28,63 |
| 52. | 7 stycznia      | 2018 | Adelboden                  | Slalom            | 1:50,94 |
| 53. | 14 stycznia     | 2018 | Wengen                     | Slalom            | 1:45,45 |
| 54. | 23 stycznia     | 2018 | Schladming                 | Slalom            | 1:43,56 |
| 55. | 28 stycznia     | 2018 | Ga-Pa                      | Gigant            | 2:40,18 |
| 56. | 3 marca         | 2018 | Kranjska Gora              | Gigant            | 2:20,76 |
| 57. | 4 marca         | 2018 | Kranjska Gora              | Slalom            | 1:49,22 |
| 58. | 17 marca        | 2018 | Åre                        | Gigant            | 1:13,89 |
| 59. | 18 listopada    | 2018 | Levi                       | Slalom            | 1:51,04 |
| 60. | 8 grudnia       | 2018 | Val d’Isère                | Gigant            | 1:42,99 |
| 61. | 16 grudnia      | 2018 | Alta Badia                 | Gigant            | 2:32,29 |
| 62. | 17 grudnia      | 2018 | Alta Badia                 | Gigant równoległy | -       |
| 63. | 20 grudnia      | 2018 | Saalbach-Hinterglemm       | Slalom            | 1:54,98 |
| 64. | 6 stycznia      | 2019 | Zagrzeb                    | Slalom            | 1:48,64 |
| 65. | 12 stycznia     | 2019 | Adelboden                  | Gigant            | 2:26,54 |
| 66. | 13 stycznia     | 2019 | Adelboden                  | Slalom            | 1:47,37 |
| 67. | 29 stycznia     | 2019 | Schladming                 | Slalom            | 1:44,81 |

#### Pozostałe miejsca na podium w zawodach
1. Kranjska Gora – 9 marca 2008 (slalom) – 3. miejsce
2. Bormio – 15 marca 2008 (slalom) – 3. miejsce
3. Val d’Isère – 12 grudnia 2008 (superkombinacja) – 3. miejsce
4. Val d’Isère – 11 grudnia 2009 (superkombinacja) – 2. miejsce
5. Adelboden – 10 stycznia 2010 (slalom) – 2. miejsce
6. Kranjska Gora – 29 stycznia 2010 (gigant) – 2. miejsce
7. Kranjska Gora – 31 stycznia 2010 (slalom) – 2. miejsce
8. Beaver Creek – 5 grudnia 2010 (gigant) – 3. miejsce
9. Adelboden – 9 stycznia 2011 (slalom) – 2. miejsce
10. Wengen – 16 stycznia 2011 (slalom) – 2.miejsce
11. Beaver Creek – 6 grudnia 2011 (gigant) – 2. miejsce
12. Beaver Creek – 8 grudnia 2011 (slalom) – 3. miejsce
13. Crans-Montana – 26 lutego 2012 (gigant) – 2. miejsce
14. Kranjska Gora – 10 marca 2012 (gigant) – 3. miejsce
15. Schladming – 15 marca 2012 (supergigant) – 3. miejsce
16. Sölden – 28 października 2012 (gigant) – 3. miejsce
17. Levi – 11 listopada 2012 (slalom) – 2. miejsce
18. Beaver Creek – 2 grudnia 2012 (gigant) – 2. miejsce
19. Val d’Isère – 8 grudnia 2012 (slalom) – 3. miejsce
20. Wengen – 20 stycznia 2013 (slalom) – 2. miejsce
21. Ga-Pa – 24 lutego 2013 (gigant) – 2. miejsce
22. Alta Badia – 16 grudnia 2012 (gigant) – 2. miejsce
23. Monachium – 1 stycznia 2013 (slalom równoległy) – 2. miejsce
24. Kranjska Gora – 9 marca 2013 (gigant) – 2. miejsce
25. Kranjska Gora – 10 marca 2013 (slalom) – 2. miejsce
26. Lenzerheide – 16 marca 2013 (gigant) – 2. miejsce
27. Lenzerheide – 17 marca 2013 (slalom) – 2. miejsce
28. Sölden – 27 października 2013 (gigant) – 3. miejsce
29. Beaver Creek – 8 grudnia 2013 (gigant) – 3. miejsce
30. Bormio – 6 stycznia 2014 (slalom) – 2. miejsce
31. Adelboden – 11 stycznia 2014 (gigant) – 3. miejsce
32. Wengen – 17 stycznia 2014 (slalom) – 3. miejsce
33. Kitzbühel – 26 stycznia 2014 (superkombinacja) – 3. miejsce
34. Schladming – 28 stycznia 2014 (slalom) – 2. miejsce
35. Sankt Moritz – 2 lutego 2014 (gigant) – 2. miejsce
36. Levi – 16 listopada 2014 (slalom) – 2. miejsce
37. Beaver Creek – 7 grudnia 2014 (gigant) – 3. miejsce
38. Adelboden – 11 stycznia 2015 (slalom) – 3. miejsce
39. Kitzbühel – 23 stycznia 2015 (superkombinacja) – 2. miejsce
40. Kitzbühel – 25 stycznia 2015 (slalom) – 2. miejsce
41. Kranjska Gora – 14 marca 2015 (gigant) – 2. miejsce
42. Sölden – 25 października 2015 (gigant) – 3. miejsce
43. Val d’Isère – 13 grudnia 2015 (slalom) – 2. miejsce
44. Madonna di Campiglio – 22 grudnia 2015 (slalom) – 2. miejsce
45. Adelboden – 10 stycznia 2016 (slalom) – 2. miejsce
46. Kitzbühel – 24 stycznia 2016 (slalom) – 2. miejsce
47. Schladming – 26 stycznia 2016 (slalom) – 2. miejsce
48. Hinterstoder – 26 lutego 2016 (gigant) – 2. miejsce
49. Hinterstoder – 27 lutego 2016 (supergigant) – 3. miejsce
50. Hinterstoder – 28 lutego 2016 (gigant) – 2. miejsce
51. Kranjska Gora – 4 marca 2016 (gigant) – 3. miejsce
52. St. Moritz – 20 marca 2016 (slalom) – 2. miejsce
53. Sölden – 23 października 2016 (gigant) – 2. miejsce
54. Val d’Isère – 4 grudnia 2016 (gigant) – 2. miejsce
55. Val d’Isère – 10 grudnia 2016 (gigant) – 2. miejsce
56. Val d’Isère – 11 grudnia 2016 (slalom) – 2. miejsce
57. Madonna di Campiglio – 22 grudnia 2016 (slalom) – 2. miejsce
58. Santa Caterina – 29 grudnia 2016 (superkombinacja) – 2. miejsce
59. Adelboden – 7 stycznia 2017 (gigant) – 2. miejsce
60. Adelboden – 8 stycznia 2017 (slalom) – 3. miejsce
61. Wengen – 15 stycznia 2017 (slalom) – 2.miejsce
62. Schladming – 24 stycznia 2017 (slalom) – 2. miejsce
63. Val d’Isère – 9 grudnia 2017 (gigant) – 3. miejsce
64. Alta Badia – 18 grudnia 2017 (gigant równoległy) – 3. miejsce
65. Kitzbühel – 21 stycznia 2018 (slalom) – 2. miejsce
66. Beaver Creek – 2 grudnia 2018 (gigant) – 2. miejsce
67. Wengen – 20 stycznia 2019 (slalom) – 3. miejsce
68. Kitzbühel – 26 stycznia 2019 (slalom) – 2. miejsce
69. Bansko – 22 lutego 2019 (superkombinacja) – 2. miejsce
70. Bansko – 24 lutego 2019 (gigant) – 2. miejsce
71. Kranjska Gora – 10 marca 2019 (slalom) – 3. miejsce